# João Monteiro
João Pedro Andrade Selgas Monteiro ComIH (Guarda, 29 de agosto de 1983) é um mesa-tenista português.

## Biografia
Competiu nos Jogos Olímpicos de Verão de 2008, 2012 e 2016. Representa atualmente o Sporting Clube de Portugal. Conquistando, a 18 de Maio de 2018, o tricampeonato nacional. Representou anteriormente o clube alemão 1.FC Saarbrücken.
Em 2014 conquistou o Campeonato Europeu, pela Selecção Nacional.
A 1 de Dezembro de 2014, conjuntamente com os seus colegas de equipa e treinadores, foi feito Comendador da Ordem do Infante D. Henrique.
Em 2016 classificou-se em 2º lugar na Taça da Europa de Ténis de Mesa ao perder na final com o atual campeão da europa em título, o alemão Dimitrij Ovtcharov por 4-2. Este evento decorreu em Gondomar, Portugal.